# Ocún
Ocún (Colchicum) je rod jednoděložných rostlin z čeledi ocúnovité (Colchicaceae). Ve starších taxonomických systémech byl často řazen do čeledi liliovité v širším pojetí (Liliaceae s.l.).

## Popis
Jedná se o zpravidla pozemní byliny s hlízami, jsou jednodomé s oboupohlavnými květy. Stonek je extrémně zkrácený, skrytý v zemi, květ téměř přisedá na hlízu, vyrůstá z paždí malého listenu. Po oplození se začne stonek prodlužovat a na povrchu se vytvoří růžice listů a vrcholová tobolka. Listy jsou pouze v přízemní růžici, jsou jednoduché, přisedlé, s listovými pochvami. Čepele listů jsou celokrajné, čárkovité až kopinaté, žilnatina je souběžná. Květy jsou oboupohlavné, zpravidla jednotlivé (někdy až po 3 z hlízy), jsou pravidelné, okvětí je vyvinuto, zpravidla 6 okvětních lístků ve 2 přeslenech (3+3), okvětní lístky jsou srostlé a vytvářejí zpravidla extrémně dlouhou korunní trubku sahající hluboko pod zem. Tyčinek je 6, ve 2 přeslenech. Gyneceum je složeno ze 3 plodolistů, je synkarpní, blizny 3, semeník je svrchní, v době květu je pod zemí. Plod je suchý, pukavý, převážně tobolka. Některé druhy kvetou na podzim a listy s plody vytvářejí na jaře, např. ocún jesenní, jiné kvetou na jaře, např. Colchicum hungaricum.

## Rozšíření ve světě
Je známo asi 100 druhů, které jsou rozšířeny hlavně v Evropě a v západní a střední Asii.

## Rozšíření v Česku
V ČR roste běžně jediný druh, ocún jesenní (Colchicum autumnale). Je to hojný druh rostoucí od nížin do hor.

## Jedovatost
Rod je typický přítomností alkaloidů, zvláště je přítomen kolchicin a jiné příbuzné látky.

## Zástupci
- ocún alpský (Colchicum alpinum)
- ocún Bornmuellerův (Colchicum bornmuelleri)
- ocún byzantský (Colchicum byzantinum)
- ocún dlouholistý (Colchicum longifolium)
- ocún chlupatý (Colchicum hirsutum)
- ocún jesenní (Colchicum autumnale)
- ocún korsický (Colchicum corsicum)
- ocún neapolský (Colchicum neapolitanum)
- ocún ozdobný (Colchicum speciosum)
- ocún pestrý (Colchicum agrippinum)
- ocún písečný (Colchicum arenarium)
- ocún portugalský (Colchicum lusitanum)
- ocún skvrnitý (Colchicum bivonae)
- ocún Stevenův (Colchicum steveni)
- ocún uherský (Colchicum hungaricum)
- ocún velkolistý (Colchicum macrophyllum)
- ocún žlutý (Colchicum luteum)
- ocúnek výběžkatý (Colchicum soboliferum, syn. Merendera sobolifera)
- ocúnovec jarní (Colchicum bulbocodium, syn. Bulbocodium vernum)[1]

## Význam
Řada druhů je pěstována jako okrasné cibuloviny a skalničky. Ocún jesenní a ocún žlutý jsou komerčně pěstovány jako zdroj alkaloidu kolchicinu.